# ツキ (曲)
「ツキ」は、日本のお笑いコンビ、猿岩石の2枚目のシングル。1997年3月19日に日本コロムビアより発売。

## 解説
- 作詞の高井良斉は秋元康のペンネーム。
- エースコック「スーパーカップ」CMソング。
- ミュージカル「Circus meets Musical Dream Angel in Daiba」キャンペーンソング。
- PVは草野球がテーマ。山口もえ、伊藤雅子（元VERSUS）らが出演している。

## 収録曲
作詞：高井良斉　作曲：高見沢俊彦　編曲：松浦晃久
1. ツキ
2. NEWS
3. ツキ（オリジナルカラオケ）
4. NEWS（オリジナルカラオケ）

## 収録作品
- まぐれ (#1)
- 通信簿〜SARUGANSEKI SINGLES〜 (#1,2)
- GOLDEN☆BEST 白い雲のように 猿岩石 (#1)